# Jadwiga Mikołajczykówna

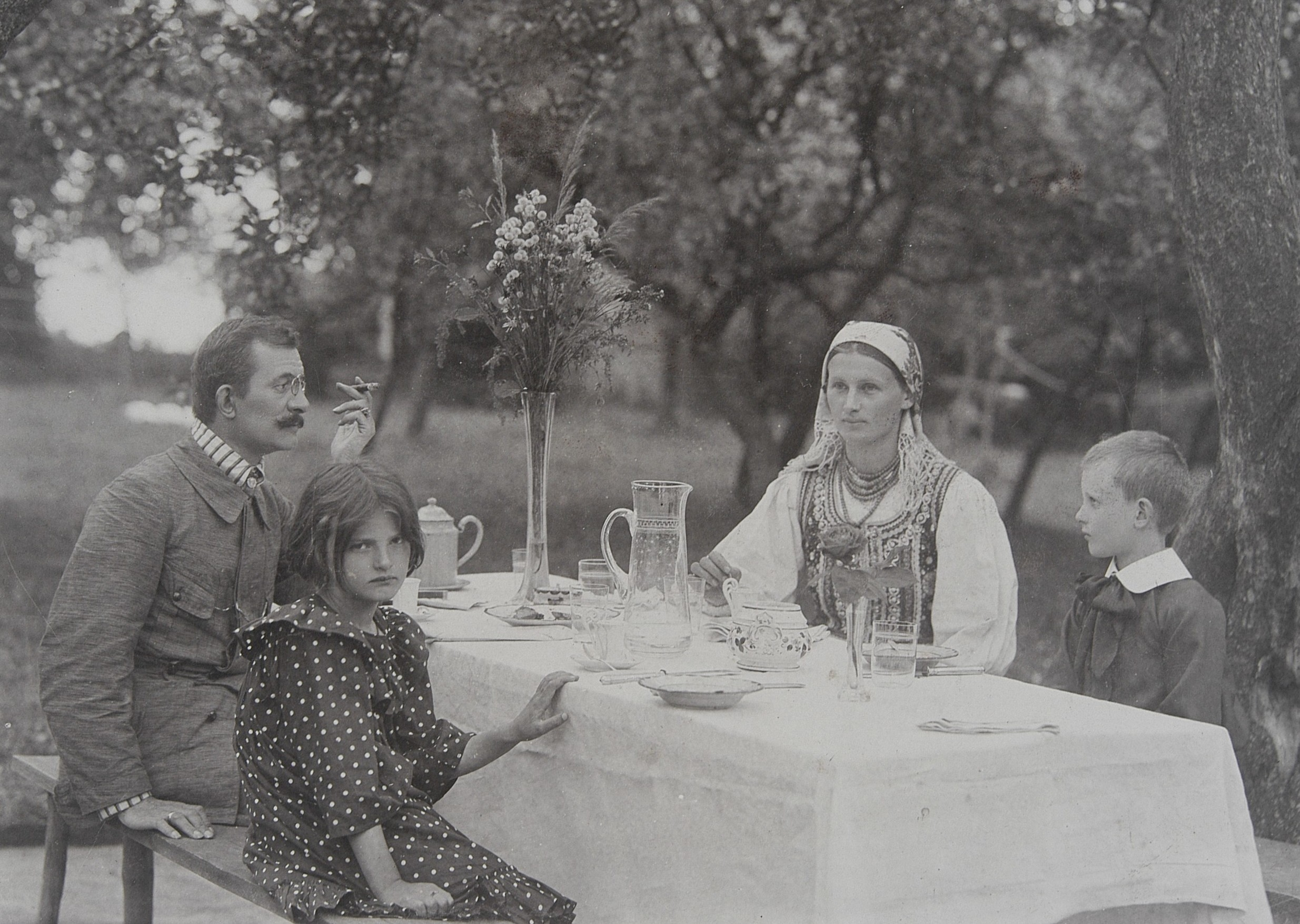
Lucjan Rydel z żoną Jadwigą i dziećmi: Heleną i Lucjanem, 1910 rok

Jadwiga Mikołajczykówna (Rydlowa) (ur. w 1883 w Bronowicach Małych, zm. w 1936 tamże) – polska chłopka, żona Lucjana Rydla, pierwowzór postaci Panny Młodej w dramacie "Wesele" Stanisława Wyspiańskiego.

## Życiorys
Była najmłodszym z dzieci Jacka Mikołajczyka i Jadwigi z Czepców. Ukończyła dwie klasy szkoły ludowej, przez całe życie nosiła chłopski strój i mówiła gwarą. Po ślubie Włodzimierza Tetmajera z jej siostrą Anną, w ich domu zaczął bywać poeta, prozaik i dramatopisarz Lucjan Rydel. Wówczas to oboje poznali się, a znajomość ta zakończyła się ślubem. W wieku 17 lat, w dniu 19 listopada 1900 roku wyszła za mąż za Rydla. Ślub miał miejsce w krakowskim Kościele Mariackim, a wesele Bronowicach Małych. Uroczystość stała się inspiracją dla Stanisława Wyspiańskiego do stworzenia dramatu "Wesele" (sam Wyspiański był świadkiem na ślubie).
Z małżeństwa urodziła się dwójka dzieci: Lucjan (1901-1952) i Helena (1902-1969). Wraz mężem mieszkała w Bronowicach, w dworku nazwanym później Rydlówką. Jeszcze za czasów narzeczeństwa, Rydel poświęcił jej cykl wierszy pt. "Mojej żonie". Jadwiga prowadziła dom i zajmowała się ogrodnictwem. Stroniła od życia towarzyskiego, z uwagi na fakt, że spotykała się z wyrazami dezaprobaty, nawet wrogości ze strony mieszczek. Po śmierci męża w 1918 roku, otrzymawszy od krakowskiego magistratu rentę wdowią, przeniosła się do miasta. Dzięki popularności oraz wsparciu niejednokrotnie obcych ludzi, udało się jej wykształcić dzieci. Pod koniec życia wróciła do Bronowic.
Ciekawostką jest, że Jadwiga przez wiele lat nie znała treści "Wesela" - pierwszy raz spektakl zobaczyła w 1926 roku, zaprowadzona do teatru przez córkę. Reakcją na postać Panny Młodej było zdziwienie, że autor dał jej scenicznej odpowiedniczce tyle werwy i rezolutności (jako dziecko była bowiem dość wątła i chorowita, a w obyciu taktowna oraz delikatna).